# V Recenseamento Geral da População de Portugal
O V Recenseamento Geral da População de Portugal realizou-se a 1 de dezembro de 1911, abrangendo todo o território nacional no continente europeu e arquipélagos dos Açores e da Madeira. Segundo este Censo, Portugal tinha 5 960 056 «habitantes de facto», sendo 2 828 691 homens e 3 131 365 mulheres, verificando-se ainda que somente 1 481 978 sabiam ler  e as famílias apresentavam um número médio de 4,2 indivíduos.
Este quinto recenseamento geral da população deveria realizar-se em 1910, de acordo com a Carta de Lei de 25 de agosto de 1887, o que tal não ocorreu. O censo só veio a realizar-se em 1911, devida à conturbação motivada pela alteração de regime verificada naquele ano, posteriormente, a sua concretização foi regulamentada pelo Decreto de 17 de junho de 1911.
Este censo foi em termos metodológicos idêntico ao anterior, com a introdução de algumas inovações. Em relação ao estado civil foi incluída a categoria “divorciados” e, pela primeira vez as publicações são traduzidas para o francês.
Os dados deste censo foram publicados em seis partes, editadas entre 1913 e 1917, assim subdivididas: Parte I Fogos - População de residência habitual e população de facto, distinguindo sexo, nacionalidade, naturalidade, estado civil e instrução; Parte II - População de facto agrupada por idades, distinguindo sexo, estado civil e instrução: quadros comparativos; Parte III - Cegos, surdos-mudos, idiotas e alienados, por sexos; Parte IV - Longevidade - indivíduos de 80 ou mais anos, agrupados por idades, distinguindo o sexo; Parte V - População de facto, classificadas segundas as grandes divisões profissionais, distinguindo o sexo, por grupos de idades; Parte VI - Censo das povoações: fogos - população de facto classificada por distritos, concelhos, freguesias e povoações.
Em 1918 é editado o censo da população da cidade de Lisboa.

## Alguns resultados
O estado da população de Portugal no 1º de dezembro de 1911 consta do seguinte quadro, de acordo com os dados publicados na Parte I: 
| Distrito          | População |
| ----------------- | --------- |
| Aveiro            | 336 243   |
| Beja              | 192 499   |
| Braga             | 382 276   |
| Bragança          | 192 024   |
| Castelo Branco    | 241 184   |
| Coimbra           | 359 387   |
| Évora             | 148 295   |
| Faro              | 272 861   |
| Guarda            | 271 616   |
| Leiria            | 262 632   |
| Lisboa            | 852 354   |
| Portalegre        | 141 481   |
| Porto             | 679 540   |
| Santarém          | 325 775   |
| Viana do Castelo  | 227 250   |
| Vila Real         | 245 547   |
| Viseu             | 416 744   |
| Angra do Heroísmo | 69 957    |
| Horta             | 50 055    |
| Ponta Delgada     | 122 553   |
| Funchal           | 169 783   |
| Total Nacional    | 5 960 056 |

| Distrito          | Taxa de Alfabetização | Taxa de Alfabetização | Taxa de Alfabetização | Taxa de Alfabetização | Taxa de Alfabetização | Taxa de Alfabetização | Taxa de Alfabetização | Taxa de Alfabetização |
| Distrito          | Total                 | Total                 | Homens                | Homens                | Homens                | Mulheres              | Mulheres              | Mulheres              |
| Distrito          | Analfabetos           | Sabem ler             | Total                 | Analfabetos           | Sabem ler             | Total                 | Analfabetas           | Sabem ler             |
| ----------------- | --------------------- | --------------------- | --------------------- | --------------------- | --------------------- | --------------------- | --------------------- | --------------------- |
| Aveiro            | 75,0%                 | 25,0%                 | 45,1%                 | 28,2%                 | 16,9%                 | 54,9%                 | 46,7%                 | 8,2%                  |
| Beja              | 83,9%                 | 16,1%                 | 50,9%                 | 41,3%                 | 9,6%                  | 49,0%                 | 42,6%                 | 6,4%                  |
| Braga             | 76,0%                 | 24,0%                 | 45,6%                 | 29,4%                 | 16,2%                 | 54,4%                 | 46,5%                 | 7,9%                  |
| Bragança          | 81,7%                 | 18,3%                 | 49,3%                 | 37,2%                 | 12,1%                 | 50,7%                 | 44,5%                 | 6,2%                  |
| Castelo Branco    | 84,4%                 | 15,6%                 | 48,7%                 | 37,9%                 | 10,8%                 | 51,3%                 | 46,5%                 | 4,8%                  |
| Coimbra           | 79,1%                 | 20,9%                 | 45,3%                 | 30,3%                 | 15,0%                 | 54,7%                 | 48,7%                 | 6,0%                  |
| Évora             | 80,2%                 | 19,8%                 | 50,9%                 | 39,3%                 | 11,6%                 | 49,1%                 | 40,9%                 | 8,2%                  |
| Faro              | 82,1%                 | 17,9%                 | 48,8%                 | 40,1%                 | 8,7%                  | 51,2%                 | 42,0%                 | 9,2%                  |
| Guarda            | 80,2%                 | 19,8%                 | 47,1%                 | 33,9%                 | 13,2%                 | 52,9%                 | 46,3%                 | 6,6%                  |
| Leiria            | 83,4%                 | 16,6%                 | 48,0%                 | 36,5%                 | 11,5%                 | 52,0%                 | 46,9%                 | 5,1%                  |
| Lisboa            | 59,8%                 | 40,2%                 | 50,2%                 | 28,7%                 | 21,5%                 | 49,8%                 | 31,1%                 | 18,7%                 |
| Portalegre        | 81,8%                 | 18,2%                 | 49,9%                 | 39,0%                 | 10,9%                 | 50,1%                 | 42,8%                 | 7,3%                  |
| Porto             | 67,1%                 | 32,9%                 | 46,2%                 | 26,8%                 | 19,4%                 | 53,8%                 | 40,4%                 | 13,4%                 |
| Santarém          | 79,9%                 | 20,1%                 | 49,0%                 | 36,1%                 | 12,9%                 | 51,0%                 | 43,8%                 | 7,2%                  |
| Viana do Castelo  | 75,8%                 | 24,2%                 | 43,5%                 | 26,3%                 | 17,2%                 | 56,4%                 | 49,5%                 | 6,9%                  |
| Vila Real         | 75,2%                 | 24,8%                 | 46,8%                 | 31,6%                 | 15,2%                 | 53,2%                 | 43,6%                 | 9,6%                  |
| Viseu             | 80,5%                 | 19,5%                 | 45,3%                 | 31,9%                 | 13,4%                 | 54,7%                 | 48,6%                 | 6,1%                  |
| Angra do Heroísmo | 70,7%                 | 29,3%                 | 45,6%                 | 33,7%                 | 11,9%                 | 54,4%                 | 37,0%                 | 17,4%                 |
| Horta             | 63,6%                 | 36,4%                 | 44,3%                 | 29,5%                 | 14,8%                 | 55,7%                 | 34,1%                 | 21,6%                 |
| Ponta Delgada     | 75,6%                 | 24,4%                 | 46,7%                 | 36,8%                 | 9,9%                  | 53,3%                 | 38,8%                 | 14,5%                 |
| Funchal           | 82,8%                 | 17,2%                 | 47,5%                 | 40,0%                 | 7,5%                  | 52,5%                 | 42,7%                 | 9,8%                  |
| Total Nacional    | 75,1%                 | 24,9%                 | 47,5%                 | 32,5%                 | 15,0%                 | 52,5%                 | 42,6%                 | 9,9%                  |